# سورامي
سورامي (بالجورجية: სურამი) هي بلدة صغيرة في منطقة شيدا كارتلي، جورجيا. يبلغ عدد سكانها 7492 نسمة.

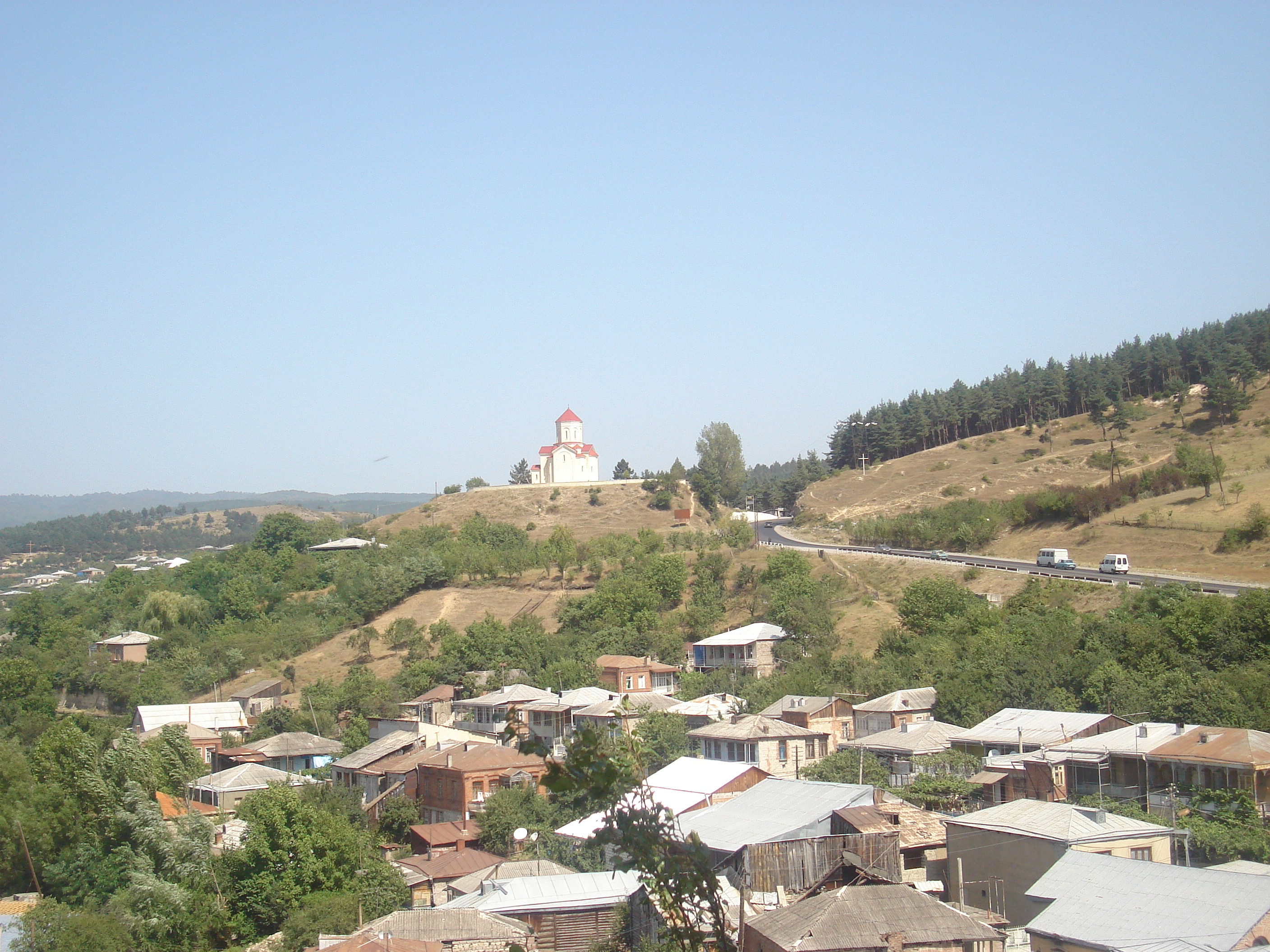
الزاوية الشمالية الغربية لسورامي وكنيسة كفيراتسخوفيلي.